# 山口ヒロキ
山口 ヒロキ（やまぐち ひろき、1978年8月22日 - ）は、日本の映画監督。ガウマピクス株式会社 代表取締役。京都府出身。旧名、山口洋輝（読み同じ）。

## 経歴
立命館高等学校、立命館大学文学部卒業。在学中は自主制作映画集団の映画部に所属し、第39代部長を務めた。
1997年、大学1回生より映画制作を開始し、わずか2作目の『深夜臓器』で第2回インディーズムービー・フェスティバルグランプリを受賞（第1回グランプリは北村龍平監督）。
同映画祭のスカラシップ作品として監督した『グシャノビンヅメ』（洋題『ヘルベーター』）が2004年に初の全国劇場公開。
モントリオール・ファンタジア国際映画祭（グランドブレーカーアワード銀賞受賞）にてインターナショナルプレミア上映後、数日でMedia Blastersから北米リリースが決まる。北米、南アジア、ドイツ、イギリスでも配給が決定し、数々の海外映画祭の正式招待を受ける。
2012年、山形県米沢市小野川にて、新作「ヲ乃ガワ -WONOGAWA-」を撮影。それに伴い名前の表記を漢字の"洋輝"からカタカナの"ヒロキ"に変更した。
2013年以降「メサイア」シリーズの映像作品すべての監督を担当。その他「血まみれスケバンチェーンソー」「トリノコシティ」など原作モノの実写映画化で高評価を得ている。
2022年4月、東京池袋活性化映画祭「巡る×シネマ×cafe 3」出品作として、実在する東京池袋のレコード店「だるまや」を舞台とするオリジナル作品『ツクモ電蓄達磨奇譚』を監督。
2024年、生成AIを使用した自身初の生成AI映画『IMPROVEMENT CYCLE』が「キョンサンブクト国際AI・メタバース映画祭」（韓国）に入選したのを皮切りに、韓国の「プチョン国際ファンタスティック映画祭」AI映画国際コンペティション部門、「釜山国際AI映画祭」（韓国）、「トリエステ国際SF映画祭」（イタリア）、「ブラーノAI映画祭」（イタリア）、「ONEDアート/エクスペリメンタル映画祭」（中国）など、2024年に行われた世界各国のAI映画祭に入選している。
2024年、全編生成AIによるオリジナル映画企画『generAIdoscope:ジェネレイドスコープ』の製作を発表。最新作『グランマレビト』を製作中。

## 監督作品

### 映画
- DAY DREAM（1997年）
- 深夜臓器（1998年）
- ハテシナイタメイキ（1999年）
- 響都（1999年）
- グシャノビンヅメ（2003年）
- 虚言症改善パンプ菌注射器（2004年）
- ゑヒX -YEHIME-（愛媛県松山市支援作品）（2009年）
- メサイア「漆黒ノ章」 （2013年）

　出演：  浜尾京介 /  太田基裕 /  松田凌 /  小野健斗 / 池田純矢  / 玉城裕規  他
- ヲ乃ガワ-WONOGAWA-（2014年）

　出演：前田希美 / 及川奈央 / 深水元基 / マメ山田 / 川本淳市 / 志賀廣太郎 他
- メサイア-深紅ノ章-（2015年）

　出演： 赤澤燈 / 廣瀬大介 / 井澤勇貴 / 杉江大志 / 太田基裕 / 玉城裕規 他
- 助手席にジュリエッタ（2016年）
- 血まみれスケバンチェーンソー（2016年）

　出演： 内田理央 / 山地まり / 玉城裕規 他
- メサイア外伝 -極夜 Polar night -（2017年）

　出演： 玉城裕規 / 中村龍介 / 赤澤燈  / 井澤勇貴  / 染谷俊之 / 杉江大志  他
- トリノコシティ（2017年）

　出演： 山崎丹奈  /  玉城裕規  /  高崎翔太  /  山地まり  他
- メサイア-幻夜乃刻-（2018年）

　出演：  杉江大志/  山田ジェームス武 / 山本一慶   他
- 血まみれスケバンチェーンソーRED（2019年）

　出演： 浅川梨奈  /  あの  /  護あさな  /  日高七海  他
- MISSION IN B.A.C. THE MOVIE（2020年）
- ツクモ電蓄達磨奇譚（2022年）

### ドラマ
- ムラタ式幻影回路（衛星劇場にて放映）（2003年）
- 葬儀屋月子（携帯配信用ムービー／主演：及川奈央）（2005年）
- BReAK POiNT（2006年）
- メサイア-影青ノ章（2015年）
- 號哭のカタストロフ（2018年）
- おじさんが私の恋を応援しています（脳内）（2022年）
- 即興演技サイオーガウマ（2019-2022年）

　出演： 玉城裕規 /  中村龍介 /  染谷俊之 /  井澤勇貴 /  松田凌 /  小野健斗 /  植田圭輔   /   北村諒 /  廣瀬大介 /  赤澤燈 他
- デスソリッド・コンペティション（2024年）

### AI映画
- IMPROVEMENT CYCLE -好転周期- (2024年)
- IMPROVEMENT CYCLE BETA (2024年)
- HARD DELIVERY (2024年)
- グランマレビト（2025年公開予定）

## 受賞歴
- 第2回インディーズムービー・フェスティバルグランプリ受賞（『深夜臓器』）
- 第2回京都国際学生フィルムフェスティバル入選（『深夜臓器』）
- 関西CFP'99グランプリ受賞（『ハテシナイタメイキ』）
- 京都シネック2000最優秀賞（『ハテシナイタメイキ』）
- 第3回インディーズムービー・フェスティバル入選（『ハテシナイタメイキ』）
- モントリオール・ファンタジア映画祭グランドブレーカーアワード銀賞（『グシャノビンヅメ』）
- 大風流2000ビデオアートコンテスト第3位（『響都』）
- アルファロメオ I LOVE CINEMA AWARD 2016 グランプリ受賞（『助手席にジュリエッタ』）